# Нузонвиль (кантон)
Нузонви́ль (фр. Nouzonville) — кантон во Франции, находится в регионе Шампань — Арденны, департамент Арденны. Входит в состав округа Шарлевиль-Мезьер.
Код INSEE кантона — 0834. Всего в кантон Нузонвиль входит 4 коммуны, из них главной коммуной является Нузонвиль.

## Коммуны кантона
| Коммуна        | Население, чел. (1999) | Почтовый индекс | Код INSEE |
| -------------- | ---------------------- | --------------- | --------- |
| Жеспюнсар      | 1 125                  | 08700           | 08188     |
| Жуаньи-сюр-Мёз | 634                    | 08700           | 08237     |
| Нёфманий       | 1 203                  | 08700           | 08316     |
| Нузонвиль      | 6 869                  | 08700           | 08328     |

## Население
Население кантона на 1999 год составляло 9 831 человек.
| 1962  | 1968   | 1975   | 1982   | 1990  | 1999  | 2006 | 2007 | 2008 |
| ----- | ------ | ------ | ------ | ----- | ----- | ---- | ---- | ---- |
| 9 886 | 10 906 | 10 660 | 10 429 | 9 977 | 9 831 | —    | —    | —    |